# OCN
Orion Cinema Network (OCN) je jihokorejská kabelová televizní stanice vlastněná CJ ENM E&M Division. V roce 2000 se stala nejsledovanější stanicí v Jižní Koreji, což je přimělo k vytvoření jejich široce uznávaného sloganu v anglickém jazyce, „Korea číslo jedna kanál“. S průnikem kabelové televize v Jižní Koreji je OCN oblíbeným filmovým zdrojem.
Sestava OCN je směsí filmů z doby před několika lety, zejména během dne, s novějšími filmy ve večerních hodinách hlavního času. Nevysílají filmy, které jsou nejnovější jako filmy sesterské stanice CatchOn, placené služby nabízené na kabelové televizi. Oni také vysílají epizody populárních zahraničních televizních seriálů, většinou ze Spojených států amerických.